# Sascha Maassen
Sascha Maassen (ur. 28 września 1969 roku w Akwizgranie) – niemiecki kierowca wyścigowy.

## Kariera
Maassen rozpoczął karierę w międzynarodowych wyścigach samochodowych w 1988 roku od startów w Holenderskiej Formule Ford 1600, gdzie jednak nie zdobywał punktów. W późniejszych latach Niemiec pojawiał się także w stawce Europejskiej Formuły Ford 1600, Niemieckiej Formuły Ford 1600, Formuły Ford 1600 Benelux, Festiwalu Formuły Ford, Niemieckiej Formuły 3, Grand Prix Monako Formuły 3, Grand Prix Makau, Masters of Formula 3, Japońskiej Formuły 3, Formuły 3000 Birkin Cars/TVR Invitational Race, FIA Touring Car World Cup, Deutsche Tourenwagen Cup, Belgian Procar, German Supertouring Championship, Brytyjskiej Formuły 2, FIA GT Championship, American Le Mans Series, Porsche Supercup, Grand American Rolex Series, Sports Racing World Cup, Niemieckiego Pucharu Porsche Carrera, 24-godzinnego wyścigu Le Mans, Le Mans Endurance Series, Brytyjskiego Pucharu Porsche Carrera, SARA GT - Campionato Italiano Gran Turismo oraz 24H Dubai.

## Wyniki w 24h Le Mans
| Rok  | Zespół                               | Partnerzy                          | Samochód              | Klasa  | Okr. | Poz. | Klasa Pos. |
| ---- | ------------------------------------ | ---------------------------------- | --------------------- | ------ | ---- | ---- | ---------- |
| 2000 | Skea Racing International            | Johnny Mowlem David Murry          | Porsche 911 GT3-R     | GT     | 304  | 17   | 2          |
| 2001 | Dick Barbour Racing                  | Didier de Radiguès Hideshi Matsuda | Reynard 01Q-LM-Judd   | LMP675 | 95   | NU   | NU         |
| 2002 | Freisinger Motorsport                | Romain Dumas Jörg Bergmeister      | Porsche 911 GT3-RS    | GT     | 321  | 17   | 2          |
| 2003 | Alex Job Racing Petersen Motorsports | Emmanuel Collard Lucas Luhr        | Porsche 911 GT3-RS    | GT     | 320  | 14   | 1          |
| 2004 | White Lightning Racing               | Jörg Bergmeister Patrick Long      | Porsche 911 GT3-RS    | GT     | 327  | 10   | 1          |
| 2008 | Team Essex                           | Casper Elgaard John Nielsen        | Porsche RS Spyder Evo | LMP2   | 347  | 12   | 2          |
| 2009 | Navi Team Goh                        | Seiji Ara Keisuke Kunimoto         | Porsche RS Spyder Evo | LMP2   | 339  | NU   | NU         |